# Brainard
|  | Per a altres significats, vegeu «Joe Brainard». |

Brainard és una població dels Estats Units a l'estat de Nebraska. Segons el cens del 2000 tenia 351 habitants.

## Demografia
Segons el cens del 2000, Brainard tenia 351 habitants, 148 habitatges, i 100 famílies. La densitat de població era de 484 habitants per km².
Dels 148 habitatges en un 37,2% hi vivien nens de menys de 18 anys, en un 56,8% hi vivien parelles casades, en un 9,5% dones solteres, i en un 31,8% no eren unitats familiars. En el 29,7% dels habitatges hi vivien persones soles el 12,8% de les quals corresponia a persones de 65 anys o més que vivien soles. El nombre mitjà de persones vivint en cada habitatge era de 2,37 i el nombre mitjà de persones que vivien en cada família era de 2,95.
Per edats la població es repartia de la següent manera: un 28,5% tenia menys de 18 anys, un 4,6% entre 18 i 24, un 24,5% entre 25 i 44, un 24,5% de 45 a 60 i un 17,9% 65 anys o més.
L'edat mediana era de 40 anys. Per cada 100 dones de 18 o més anys hi havia 91,6 homes.
La renda mediana per habitatge era de 35.000 $ i la renda mediana per família de 44.375 $. Els homes tenien una renda mediana de 29.722 $ mentre que les dones 21.667$. La renda per capita de la població era de 17.713 $. Aproximadament el 2,9% de les famílies i el 4,5% de la població estaven per davall del llindar de pobresa.

## Poblacions properes
El següent diagrama mostra les poblacions més properes.